# Cathy Moriarty
Pour les articles homonymes, voir Moriarty.
Cathy Moriarty, née le 29 novembre 1960 à New York, dans le Bronx, est une actrice américano-irlandaise.

## Filmographie

### Cinéma

#### Longs métrages
- 1980 : Raging Bull de Martin Scorsese : Vickie Thailer La Motta
- 1981 : Les Voisins (Neighbors) : Ramona
- 1987 : White of the Eye : Joan White
- 1990 : Burndown : Patti Smart
- 1990 : Un flic à la maternelle (Kindergarten Cop) : Mère de Sylvester
- 1991 : La télé lave plus propre (Soapdish) : Montana Moorehead / L'infirmière
- 1992 : Les Mambo Kings (The Mambo Kings) : Lanna Lake
- 1992 : Un flingue pour Betty Lou (The Gun in Betty Lou's Handbag) d'Allan Moyle : Reba Bush
- 1993 : Panic sur Florida Beach (Matinee) : Ruth Corday / Carole
- 1993 : Indiscrétion assurée (Another Stakeout) : Luella Delano
- 1993 : Kid et le Truand (Me and the Kid) : Rose
- 1994 : Pontiac Moon : Lorraine
- 1995 : Forget Paris : Lois
- 1995 : Casper : Carrigan Crittenden
- 1996 : Foxfire : Martha Wirtz
- 1997 : Last Trip (Dream with the Fishes) : Aunt Elise
- 1997 : Opposite Corners : Kathy Donatello
- 1997 : A Brother's Kiss : Doreen
- 1997 : Digging to China : Mrs Frankovitz
- 1997 : Copland : Rose Donlan
- 1997 : Chaude journée à L.A. (Hugo Pool) : Minerva Dugay
- 1998 : Welcome to Hollywood : elle-même
- 1998 :  Casper et Wendy : Tante Geri
- 1999 : P.U.N.K.S. : Mrs Utley
- 1999 : Gloria : Diane
- 1999 : La Tête dans le carton à chapeaux (Crazy in Alabama) : Earlene Bullis
- 1999 : New Waterford Girl : Midge Benzoa
- 1999 : But I'm a Cheerleader : Mary J. Brown
- 2000 : Red Team : Stephanie Dobson
- 2000 : Little Pieces
- 2000 : Prince of Central Park : Mrs. Ardis
- 2002 : Mafia Blues 2 (Analyze That) : Patti LoPresti
- 2010 : Le Chasseur de primes (Bounty Hunter) : Irene
- 2013 : The Double de Richard Ayoade : Kiki
- 2013 : Goat : Sarah Baldano
- 2014 : Rob the Mob : Constance Uva
- 2014 : A Cry from Within : Alice
- 2017 : Patti Cake$ : Nana

##### Courts métrages
- 1997 : Women Without Implants
- 2000 : Next Stop, Eternity : Valentine
- 2013 : Tammy : Tammy
- 2014 : The Story of Milo & Annie : Lynda
- 2015 : Outlaws : serveuse
- 2016 : Oiled Up : Betty
- 2017 : Chosen : Dr Zizi Benedek
- 2018 : The Amazing Ray : Charisse

### Télévision

#### Séries télévisées
- 1989 : Un flic dans la mafia (saison 3, épisode 8) : Denise
- 1992 : Les Contes de la crypte (saison 4, épisode 4) : Alison Peters
- 1995-1996 : Bless This House : Alice Clayton
- 2000 : Les prédateurs (saison 2, épisode 15) : Maris
- 2001 : New York, police judiciaire (saison 12, épisode 3) : Lorraine Cobin
- 2005 : New York, unité spéciale (saison 6, épisode 19) : Denise Eldridge
- 2010 : New York, section criminelle (saison 9, épisodes 8 & 13) :  Annalisa 'Annie' Gentillo
- 2013 : New York, unité spéciale (saison 14, épisode 22) : Lt. Toni Howard
- 2014 : New York, unité spéciale (saison 15, épisode 11) : Captain Toni Howard
- 2016 : Bennie's : Mrs Johnson
- 2017 : I'm Dying Up Here (saison 1, épisode 1) : Angie Appuzzo
- 2018 : This Is Us (saison 2, épisode 12) : The Super
- 2018 : American Crime Story (saison 2, épisodes 1 & 2) : Vivian Oliva
- 2019 : City on a Hill (saison 1, épisodes 3, 6, 7 & 9) : Dottie Ryan

#### Téléfilms
- 1994 : Runaway Daughters : Marie
- 1994 : La cavale infernale (Another Midnight Run] : Helen Bishop
- 1998 : Traces of Insanity
- 1998 : Casper et Wendy (Casper Meets Wendy) : Geri
- 2001 : La Belle et le Clochard 2 : L'Appel de la rue (Lady and the Tramp II: Scamp's Adventure) : Ruby (Chienne errante) (voix)
- 2020 : La famille du péché (Into the Arms of Danger) : Momma

#### Séries d'animation
- 1995 : Super Zéro : Betty
- 1995 : Les aventures de Captain Zoom : Alumina
- 1995 : Santo Bugito (saison 1, épisode 1) : Queen Muddah
- 1997 : Duckman: Private Dick/Family Man (saison 4, épisode 3)
- 1997 : Jumanji (saison 1, épisode 11) : Reine Gina
- 1998 : Stories from My Childhood
- 1998 : Les Contes de mon enfance (saison 1, épisodes 2 & 13) : le corbeau / Princesse 'Shamakhan'
- 1998 : La Cour de récré (saison 1, épisode 26) : Dr Fitzenberg
- 1997-1999 : Hey Arnold! : Tish Wittenberg

## Distinctions

### Récompenses
- Cable ACE Award de la meilleure actrice dans une série dramatique en 1993 pour Les Contes de la crypte

### Nominations
- Golden Globe de la révélation féminine de l'année en 1981 pour Raging Bull
- Golden Globe de la meilleure actrice dans un second rôle en 1981 pour Raging Bull
- BAFTA Awards du nouveau venu le plus prometteur dans un rôle principal au cinéma en 1982 pour Raging Bull
- Oscar de la meilleure actrice dans un second rôle en 1981 pour Raging Bull[2]
- Video Premiere Award de la meilleure actrice en 2001 pour Red Team